# Teófilo (oficial de Justino II)
Teófilo (em latim: Theophilus) foi um comissário do século VI, ativo durante o reinado dos imperadores Justino II (r. 565–578) e Tibério II (r. 578–582).

## Vida
As origens de Teófilo são desconhecidas. Sob Justino II, foi enviado ao Oriente para suprimir revoltas de judeus e samaritanos na Palestina. Em 578, as autoridades bizantinas receberam relatórios sobre uma revolta iminente de criptopagãos em Balbeque (Heliópolis). Em 579, Teófilo foi encarregado de localizar os referidos criptopagãos. Os suspeitos foram presos, interrogados sob tortura e forçados a delatar outros "pagãos". Logo, Teófilo tinha listas de nomes, incluindo cidadãos proeminentes espalhados pelas províncias orientais do Império Bizantino. A perseguição se espalhou para o resto dessas províncias. O próprio Teófilo visitou Edessa no curso de suas investigações e alegou ter interrompido um sacrifício a Zeus que acontecia dentro da cidade. Prendeu Anatólio e Teodoro, respectivamente o governador da província de Osroena e seu segundo em comando.